# Tbêng Méanchey
Tbêng Méanchey är en provinshuvudstad i Kambodja.   Den ligger i provinsen Preah Vihear, i den centrala delen av landet, 250 km norr om huvudstaden Phnom Penh. Tbêng Méanchey ligger 59 meter över havet och antalet invånare är 24 380.
Terrängen runt Tbêng Méanchey är huvudsakligen platt, men åt sydväst är den kuperad. Runt Tbêng Méanchey är det ganska glesbefolkat, med 34 invånare per kvadratkilometer. Det finns inga andra samhällen i närheten. I omgivningarna runt Tbêng Méanchey växer huvudsakligen savannskog.